# آرثر لورني جيمس
آرثر لورني جيمس هو عسكري كندي، ولد في 1 سبتمبر 1903 في مونتريال في كندا، وتوفي في 1964.